# اولیور بوزانیس
اولیور بوزانیس (انگلیسی: Oliver Bozanic؛ زاده ۸ ژانویهٔ ۱۹۸۹) یک بازیکن فوتبال است.